# دالي أو. توماس
دالي أو. توماس (بالإنجليزية: Dale O. Thomas)‏ هو مصارع رياضي أمريكي، ولد في 26 فبراير 1923، وتوفي في 4 مارس 2004.

## وصلات خارجية
- دالي أو. توماس على موقع أوليمبيديا (الإنجليزية)